# Enigma (album de Keith Murray)
Pour les articles homonymes, voir Enigma.
Albums de Keith Murray
The Most Beautifullest Thing in This World
(1994) It's a Beautiful Thing
(1999)
Singles
1. The Rhyme
Sortie : 21 octobre 1996

Enigma est le deuxième album studio de Keith Murray, sorti le 26 novembre 1996.
L'album s'est classé 6e au Top R&B/Hip-Hop Albums et 39e au Billboard 200.
Un extrait vocal de l'introduction a été repris en scratch dans le morceau de Kool Shen That's My People sur l'album Suprême NTM.

## Liste des titres
| No  | Titre                                                                                                | Auteur                                                       | Contient un (des) sample(s) de | Durée |
| --- | --- | ------------------------------------------------------------ | --- | ----- |
| 1.  | Intro                                                                                                | Sermon                                                       | | 1:36  |
| 2.  | Call My Name (Produit par Erick Sermon)                                                              | Murray, Sermon                                               | | 3:42  |
| 3.  | Manifique (Original Rules) (Produit par Erick Sermon)                                                | Keith Crouch, Jones, Murray, Rahsaan Patterson, Sermon       | La Di Da Di de Doug E. Fresh et Slick Rick I Need Love de LL Cool J Rockafella de Redman Baby by Brandy                                                | 3:52  |
| 4.  | Whut's Happinin' (Produit par Erick Sermon)                                                          | Benson, Marvin Gaye, Murray, Sermon                          | What's Going On de Marvin Gaye Round Midnight du Wes Montgomery Trio                                                                                   | 3:54  |
| 5.  | The Rhyme (Produit par Erick Sermon)                                                                 | Beverly, Murray, Sermon                                      | Before I Let Go de Maze featuring Frankie Beverly | 3:37  |
| 6.  | Dangerous Ground (featuring 50 Grand – Produit par The Ummah)                                        | Berlin, Murray, Yancey                                       | | 3:40  |
| 7.  | Rhymin' Wit Kel (featuring Kel-Vicious – Produit par Sugarless et Erick Sermon)                      | Brister, Ty Fyffe, Karson, Murray, Sermon                    | Gimmie What You Got du Pamplemousse | 2:36  |
| 8.  | What a Feeling (Produit par Sugarless)                                                               | Fyffe, Murray, Sermon                                        | Anything (Old Skool Version) de SWV featuring le Wu-Tang Clan Can't You See de Total featuring The Notorious B.I.G. Public Enemy No. 1 de Public Enemy | 3:48  |
| 9.  | Hot to Def (Produit par Sugarless)                                                                   | Fyffe, Sermon, Murray, Middlebrooks, Noland, Webster, Bonner | Pride and Vanity des Ohio Players Flava in Ya Ear de Craig Mack Rockafella de Redman                                                                   | 3:35  |
| 10. | Yeah (featuring Busta Rhymes, Jamal, Redman et Erick Sermon – Produit par Sugarless et Erick Sermon) | Fyffe, Murray, Noble, Phillips, Smith                        | | 4:52  |
| 11. | Love L.O.D. (featuring 50 Grand et Kel-Vicious – Produit par Rod « KP » Kirkpatrick et Erick Sermon) | Berlin, Brister, Kirkpatrick, Murray, Sermon                 | | 3:11  |
| 12. | To My Mans (featuring Dave Hollister – Produit par Erick Sermon)                                     | Hollister, Murray, Sermon                                    | Holding Back the Years (Extended LP Version) de Simply Red                                                                                             | 3:37  |
| 13. | World Be Free (Produit par Erick Sermon)                                                             | Murray, Sermon                                               | | 3:41  |
| 14. | The Rhyme (Remix) (Produit par The Ummah)                                                            | Beverly, Murray, Sermon                                      | | 4:01  |